# Formula magica

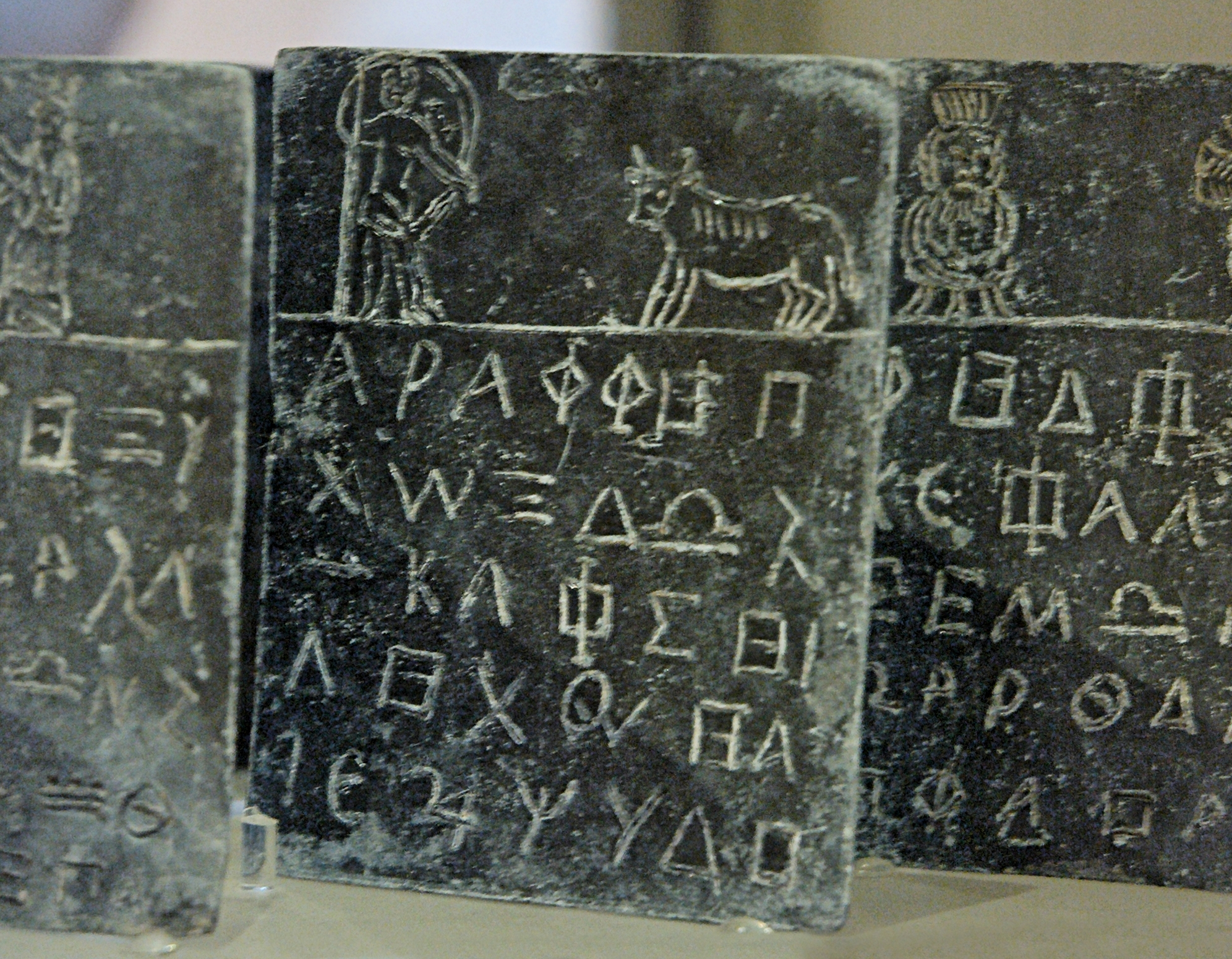
Incantesimi scritti in lettere greche, nel libro magico di epoca romana conservato al Museo Nazionale Romano

Una formula magica è una parola, o un gruppo di parole, che va pronunciato o pensato per evocare un incantesimo. Le formule magiche sono presenti in quasi tutte le saghe fantasy, sebbene sotto forme diverse. Possono essere in lingua corrente, in una lingua antica (tipicamente il latino), o in una lingua inventata; anche la lunghezza può variare da pochi suoni a diversi versi in rima tra loro.

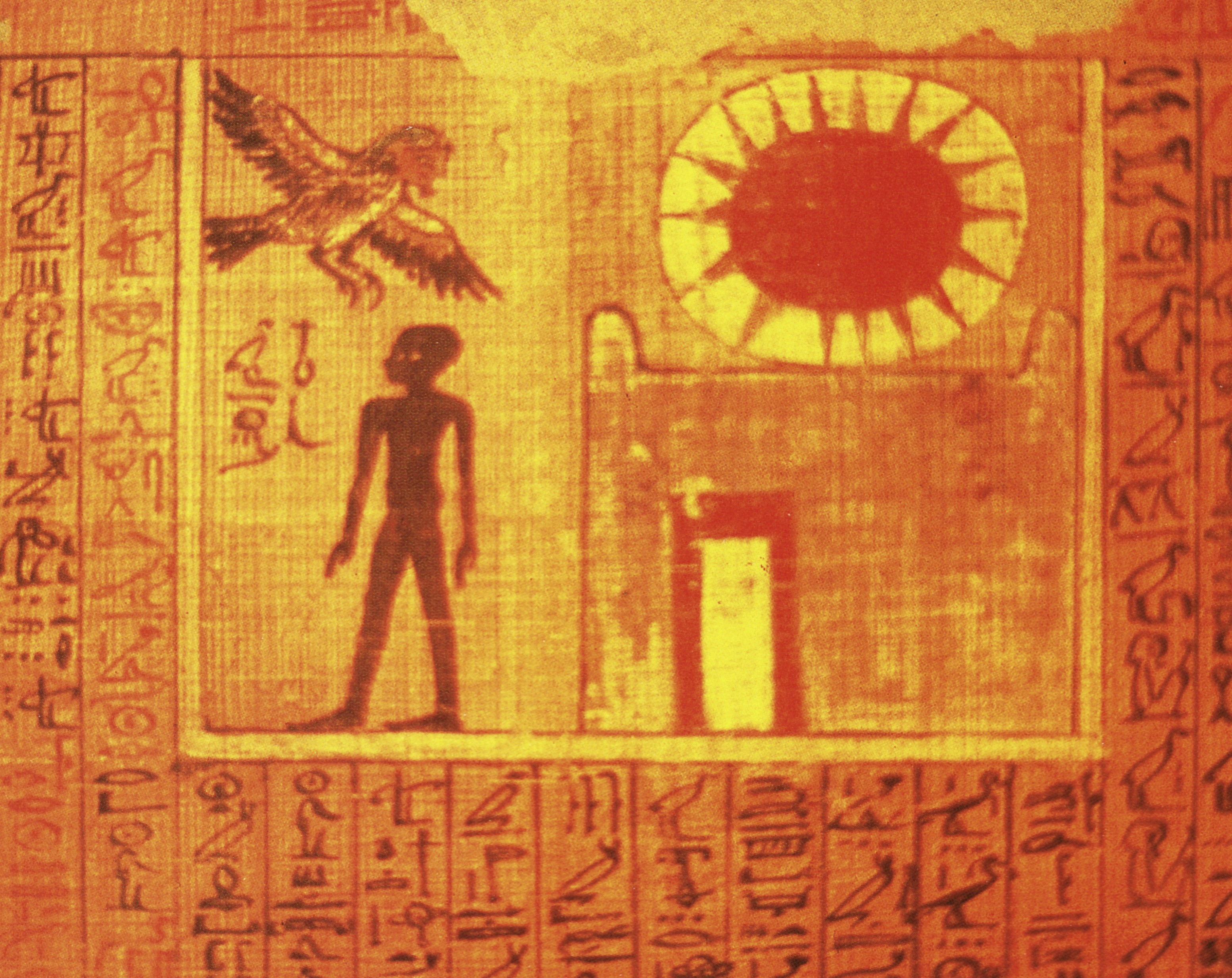
Formule magiche del libro egiziano dei morti

Il termine viene spesso utilizzato in senso figurato, e non necessariamente riferendosi a fenomeni magici e esoterici. Per esempio, vengono denominate formula magica la composizione del consiglio federale svizzero e un particolare modello matematico del comportamento fisico degli pneumatici sull'asfalto (la formula magica di Pacejka).
Alcune formule magiche celebri:
1. Abracadabra
2. Hocus Pocus
3. Sim Sala Bim
4. Alakazam
5. Apriti sesamo
6. Bibbidi Bobbidi Bu, utilizzata dalla fata madrina di Cenerentola nel film Disney del 1950
7. Pape Satàn, pape Satàn aleppe
8. Sator, Arepo, Tenet, Opera, Rotas